# لاپووو (روستا)
لاپووو (به صربی: Lapovo) یک منطقهٔ مسکونی در صربستان است که در ناحیه شومادئیا واقع شده‌است.